# 淥田龍家灣戰鬥
淥田龍家灣戰鬥發生於1926年6月2－5日，地點則是在中國湘南。是國民革命軍北伐戰鬥之一。交戰的兩方，一方為北伐軍八軍卅九團、第四軍，另一方則為贛軍謝文秉部。